# 시조나와테시
시조나와테시(일본어: 四條畷市)는 일본 오사카부 북동부의 기타카와치 지구에 있는 시이다.
장래에 다이토시 등 주변의 시와 합병할 가능성이 있지만 현재는 구체화하고 있지 않다. 또 2007년 기준으로 오사카부의 시 중 인구가 가장 적다.

## 인접한 자치체
가타노시, 다이토시, 네야가와시, 나라현 이코마시

## 역사
- 1889년 4월 1일 - 정촌제 시행으로 사사라군 고카촌(甲可村)이 발족하였다.
- 1896년 4월 1일 - 고카촌의 소속이 기타카와치군으로 변경되었다.
- 1932년 4월 1일 - 고카촌이 시조나와테촌(四條畷村)으로 개칭하였다.
- 1947년 7월 1일 - 시조나와테촌이 정으로 승격해 기타카와치군 시조나와테정(四條畷町)이 되었다.
- 1961년 6월 25일 - 다와라촌을 편입하였다.
- 1970년 7월 1일 - 시조나와테정이 시로 승격해 오사카부의 32번째 시인 시조나와테시가 되었다.

## 교통

### 철도
- 서일본 여객철도 가타마치선

### 도로
- 국도 제163호선 (일본)(일본어판)
- 국도 제170호선 (일본)(일본어판)

## 인구
| 연도 | 인구   | ±%      |
| ---- | ------ | ------- |
| 1920 | 5,200  | —       |
| 1930 | 5,732  | +10.2%  |
| 1940 | 7,243  | +26.4%  |
| 1950 | 9,806  | +35.4%  |
| 1960 | 10,778 | +9.9%   |
| 1970 | 37,893 | +251.6% |
| 1980 | 50,582 | +33.5%  |
| 1990 | 50,035 | −1.1%   |
| 2000 | 55,136 | +10.2%  |
| 2010 | 57,561 | +4.4%   |